# Mig Thai
|  | Denne artikel er oprettet af botten PalnaBot ud fra en ekstern database. Den kan derfor have sproglige fejl eller mangler. Denne skabelon kan fjernes efter kontrol af indholdet. |

Mig Thai er en børnefilm fra 2013 instrueret af Kaspar Astrup Schröder efter manuskript af Kaspar Astrup Schröder.

## Handling
Den lille dreng Storm skal flytte til Thailand med sin mor og far. Der er meget anderledes end hjemme i Danmark - for eksempel spiser de stegte græshopper! Storm skal lære et helt nyt sprog, men her er også spændende, og han får hurtigt nye venner.